# 中坝镇 (紫金县)
中坝镇是中国广东省河源市紫金县下辖的一个镇，位于紫金县东北部。辖区总面积170平方公里，下辖1个社区13个村，总人口3.73万人。

## 行政区划
中坝镇下辖以下村级行政区划单位
中坝社区、广福村、中心村、发昌村、上石村、乐平村、良庄村、富坑村、松梓村、塔坳村、北坑村、贺光村、径口村和袁田村。